# Kenya vasúti közlekedése

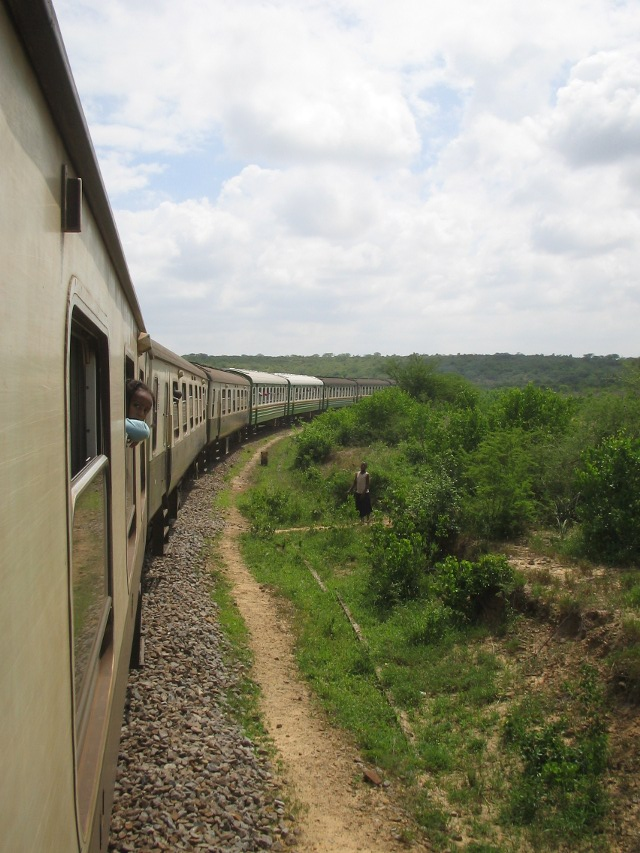
Nairobi–Mombasa személyvonat

Kenya vasúthálózatának hossza 2017-ben 3806 km volt, mely nagyrészt 1000 mm-es nyomtávolságú (3334 km), a 2017-ben átadott 472 km hosszúságú Mombasa–Nairobi-vasútvonal azonban már normál nyomtávolsággal épült meg. Villamosított vonal nincs az országban, de a Mombasa–Nairobi vonal villamosítása tervben van. Az 1000 mm-es nyomtávolságú  hálózat nagyon fejletlen, és nagyon rossz állapotban van.

## Vasúti vonalak
- Mombasa–Nairobi vasútvonal(wd) nyomtávolsága 1435 mm. Nairobin túlnyúlik, Suswa(wd) az utolsó megállóhelye.

## Vasúti kapcsolata más országokkal
- Etiópia – nincs kapcsolat –  azonos nyomtávolság (1000 mm)
- Szomália – nincs kapcsolat
- Dél-Szudán – nincs kapcsolat – tervezés alatt Juba (2005) eltérő nyomtávolság 1000 mm / 1067 mm
- Tanzánia – nincs kapcsolat - azonos nyomtávolság (1000 mm)
- Uganda – nincs kapcsolat – azonos nyomtávolság (1000 mm)